# Acorn Computers Ltd

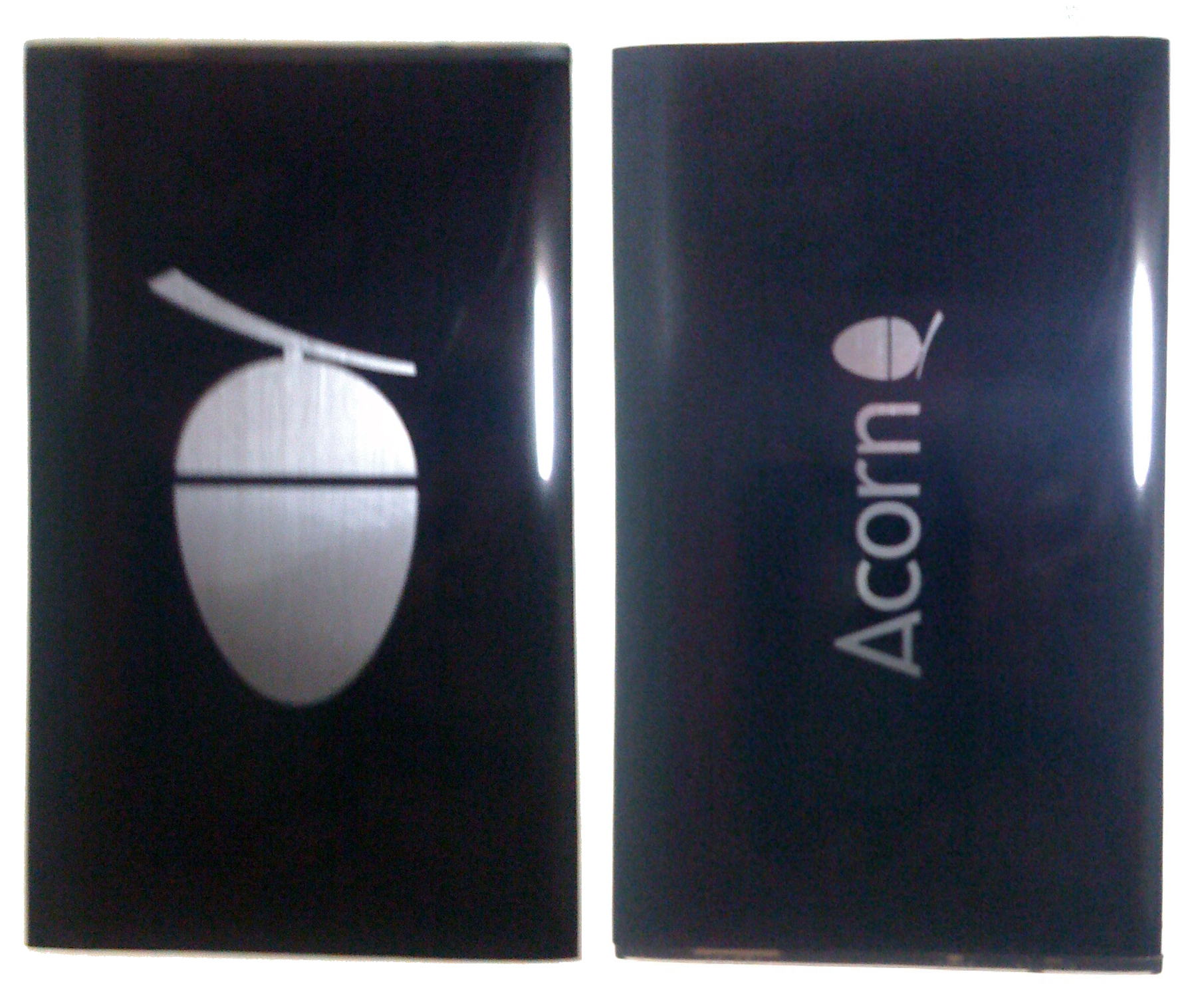
Un disco duro externo Acorn dataPOD.

A principios de 2006, la durmiente marca registrada Acorn Computers es licencia por la compañía francesa Aristide & Co Antiquaire De Marques a una nueva compañía, Acorn Computers Ltd, con sede en Nottingham, Reino Unido. Esta empresa fabrica sólo ordenadores PC con  Microsoft Windows como sistema operativo.
En abril de 2006, los portales de noticias de Internet anunciaban que la empresa se iba a relanzar. La nueva compañía exhibió sus equipos en el CTS 2006 celebrado en el National Exhibition Centre de Birmingham a principios de mayo en el que la empresa distribuyó folletos invitando a la gente a be part of one of the most exciting brand re-launches in UK history (formar parte de uno de los mayores relanzamientos de marca en la historia del Reino Unido) uniéndose a su programa para revendedores.
La compañía comercializa una serie de portátiles y accesorios como discos duros externos. Los equipos basados en la arquitectura x86 usan Microsoft Windows como sistema operativo no existiendo ninguno basado en ARM y RISC OS como los últimos equipos comercializados por Acorn Computers. Tampoco soportan ninguna de las tecnologías y accesorios que en la liquidación de la anterior Acorn se licenciaron a otras compañías.
El 24 de julio de 2006 el Servicio de Solución de Controversias de Nominet dictaminó que el dominio acorncomputers.co.uk debía ser transferido a la nueva Acorn por el entusiasta de la informática Roy Johnson. La empresa presentó una denuncia ante la DRS argumentando que "el uso del nombre [Acorn Computers'] de al compañía es ilegal y ha causado mucha confusión y lo sigue haciendo lo que es perjudicial para [Acorn] y extremadamente engañosa". 
A pesar de que Johnson parecía haber tenido operativo el sitio web por lo menos desde 2001, cinco años antes de la nueva Acorn fue registrada como empresa, un correo a la dirección registrada de Johnson fue devuelto marcado por el Royal Mail marcado como el destinatario se ha ido.
La reutilización de la marca Acorn Computers Ltd ha causado una cantidad de confusión y controversia, especialmente entre los usuarios de los anteriores productos de Acorn.